# Poi E
Poi E ist ein Song der aus Pātea stammenden neuseeländischen Gruppe Pātea Māori Club aus dem gleichnamigen Album von 1984. Es eines der wenigen Beispiele für in der Sprache der Māori gesungene Lieder, die in den Charts Erfolg hatten. Der Song wurde 1984 sowohl auf dem Album als auch als 7″-Vinyl-Single herausgegeben.
Das Lied wird vollständig auf Māori gesunden. Das Musikvideo zum Lied zeigt eine Mischung aus der Kultur der Māori, darunter die namensgebenden Poi, Chanting und traditionelle Kleidung. Als Hintergrund des ersten Teils dient ein Marae. Neben den Einflüssen aus der Kultur der Māori wird das Video auch von der Hip-Hop-Kultur, darunter Rap und Breakdance geprägt, der zweite Teil des Videos von urbanen Einflüssen. Das Lied selbst vereint traditionelle Māorigesänge mit Show-Band-Einflüssen, Gospel und Funk.
Das Lied blieb für vier Wochen Nummer an der Spitze der neuseeländischen Pop-Charts. Die Single erreichte die höchsten Verkaufszahlen in Neuseeland für 1984 und überflügelte damit auch alle internationalen Künstler." Auch heute behält der Song selbst unter Nicht-Māori in Neuseeland Kultstatus. Die Gruppe Pātea Māori Club war dagegen ein One-Hit-Wonder. Für die Māori ist das Lied als „die Hymne einer neuen Generation“ bedeutsam, die der „Hip-Hop-Generation“.
Der Text stammt von der Māori-Linguistin Ngoi Pēwhairangi, die Musik von Dalvanius Prime († 3. Oktober 2002). Die Anfänge des Liedes gehen auf 1982 zurück. Pewhairangis Absicht war ethnischen Stolz der Māori unter jungen Māori in einer bei ihnen populären Form nahezubringen. Die Autoren stießen bei den Schallplattenfirmen auf Desinteresse, so dass Prime den Song unter dem Label Maui Records selbst verlegte. Er wurde nicht im Radio und nahezu nicht im Fernsehen gezeigt.
Eine Version ohne die Hip-Hop-Elemente wurde 1983 im Poi-Lieder-Wettbewerb auf dem 1983 Polynesian Festival in Auckland aufgeführt.
Ein Fernsehbericht soll die Ursache gewesen sein, dass der Song dennoch im März 1984 auf Nummer 1 der Charts katapultiert wurde. Seine Beliebtheit stieg weiter, als das Lied auf einer Großbritannientour des Pātea Māori Club mit Auftritten im London Palladium und auf dem Edinburgh Festival und einer Aufführung für die Königin (Royal Command Performance) positiv aufgenommen wurde.
Es erreichte im Mai 2010 erneut Platz 3 der neuseeländischen Top 20, nachdem es im Film Boy vorkam.